# (32170) 2000 NU9
2000 NU9 (asteroide 32170) é um asteroide da cintura principal. Possui uma excentricidade de 0.11236500 e uma inclinação de 13.89283º.
Este asteroide foi descoberto no dia 6 de julho de 2000 por LINEAR em Socorro.